# Il minatore dello spazio
Il minatore dello spazio (おいら宇宙の探鉱夫?, Oira uchū no tankōfu) è una serie anime OAV di 2 episodi del 1994. I due episodi sono stati prodotti dallo studio KSS e sono stati distribuiti in Italia da Dynamic Italia e doppiati da Studio P.V..

## Trama
La storia narra la vicenda del giovane minatore spaziale Nanbu Ushiwaka, il quale si ritrova vittima di un incidente nello spazio.

## Episodi
Inizialmente il progetto prevedeva la realizzazione di sei episodi ma ne furono prodotti solo due.
| Nº | Giapponese 「Kanji」 - Rōmaji | In onda      | In onda |
| Nº | Giapponese 「Kanji」 - Rōmaji | Giapponese   |         |
| 1  | 「118,000ミリセコンドの悪夢」 | 1994         |         |
| 2  | 「デストロイ&エクソダス」     | 1994         |         |
| 3  | 「大気圏突入」                | Non prodotto |         |
| 4  | 「ファシズム」                | Non prodotto |         |
| 5  | 「凶星ハレー」                | Non prodotto |         |
| 6  | 「トータチス1B9-6」           | Non prodotto |         |